# Las tribulaciones del Juez Franklin
Las tribulaciones del Juez Franklin (The Tony Randall Show en su título original) es una comedia estadounidense, estrenada el 23 de septiembre de 1976, y emitida por la cadena ABC en su primera temporada y por la CBS en la segunda.

## Argumento
La serie está protagonizada por Tony Randall dando vida a Walter Franklin, un juez de mediana edad, viudo, y se desarrolla en Filadelfia. La serie se centra en cómo el sr. Franklin trata de ser un padre soltero, educando a su hija adolescente (Devon Scott) y su hijo preadolescente (Brad Savage). 
Para ello cuenta con la ayuda de una ama de llaves inglesa Bonnie McClellen (Rachel Roberts), cuya horrible forma de cocinar era una fuente frecuente de humor. En el trabajo, el juez Franklin tiene que lidiar con su adusta secretaria, Miss Reubner (Allyn Ann McLerie), y su ayudante Jack Terwilliger (Barney Martin). 
Secundarios habituales fueron Zane Lasky (Mario Lanza), Michael Keaton, Annette O'Toole, y Durrell Michael. En la segunda temporada de la serie, Devon Scott fue sustituida por Penny Peyser, y se unió al elenco Hans Conried como Wyatt Franklin, el irascible padre del Juez.

## Premios y nominaciones
Randall fue nominado a los Globos de Oro, como mejor actor de comedia en 1977.

## La serie en España
Se estrenó por Televisión española el 3 de agosto de 1981. El elenco de doblaje fue el siguiente:
- Simón Ramírez (Walter Franklin).
- María Romero (Bonnie McClellen).
- Amelia Jara (Oliver Wendell Franklin).
- Luis Carrillo (Mario Lanza).